# La casa del sonno
La casa del sonno (The House of Sleep) è un romanzo dello scrittore britannico Jonathan Coe pubblicato per la prima volta nel 1997.

## Trama
Il romanzo è ambientato in una cittadina inglese di provincia e le vicende si svolgono nel 1984 e nel 1996 (i capitoli alternano le due fasi) ma riguardano gli stessi personaggi, prima studenti  dell'università che vivono nella stessa cittadina e poi adulti con professioni di vari ambiti.
Nel 1984 Gregory, iscritto alla facoltà di Medicina, ha una strana abitudine, se non quasi un'ossessione, e cioè quella di spiare il sonno altrui. Sarah è la sua fidanzata ma la storia termina. Veronica, omosessuale e ultrapoliticizzata, è appassionata di teatro. Terry è interessato al cinema e sogna di dirigere un film. Robert, al terzo anno di Lettere, trascorre gran parte del suo tempo scrivendo poesie d'amore per Sarah.
Nell'estate del 1996, i giovani sono cresciuti, insieme ai loro talenti e ambizioni. Ashdown, il loro studentato, invece, si è trasformata in una clinica specializzata nella cura della narcolessia. Ben presto, però, enigmi e oscuri esperimenti condotti nei sotterranei verranno a galla.

## Edizioni in italiano
- Jonathan Coe, La casa del sonno, traduzione di Domenico Scarpa, Feltrinelli, Milano 1998 ISBN 88-07-01537-4
- Jonathan Coe, La casa del sonno, traduzione di Domenico Scarpa, Feltrinelli, Milano 1999 ISBN 978-88-07-88140-4
- Jonathan Coe, La casa del sonno, letto da Antonio Catania; traduzione di Domenico Scarpa; regia Flavia Gentili, Emons Italia Roma; Feltrinelli, Milano 2013
- Jonathan Coe, La casa del sonno, traduzione di Domenico Scarpa, Feltrinelli, Milano 2013 ISBN 978-88-07-88140-4